# Erazm Mycielski
Erazm Mycielski herbu Dołęga (ur. 1769 w Kamieńcu Podolskim, zm. 28 lutego 1800 w Kaliszu) – polski pułkownik, uczestnik powstania kościuszkowskiego (1794), kawaler Orderu Virtuti Militari.

## Życiorys
Był jedynym synem generała Aleksandra Mycielskiego. 
Mając 8 lat w 1775 został przez ojca wciągnięty na listę 12 regimentu pieszego wojsk koronnych, gdzie przez rok służył jako kadet, potem  przez cztery lata jako podchorąży. 7 stycznia 1783 awansowany na chorążego, przeniesiony został 13 maja 1786 do regimentu 10 pieszego koronnego szefostwa swego ojca jako adiutant. Funkcję tę pełnił przez lat pięć awansując 19 sierpnia 1786 na porucznika, a 28 grudnia 1788 na stopień kapitana. Kampanię 1792 odbył na Litwie. W potyczce pod Krzemieniem 24 lipca "ochronił przytomnością swoją lewe skrzydło od baterii nieprzyjacielskiej", za co szef regimentu Ignacy Józef Działyński umieścił go na liście wyróżniających się oficerów. Mycielski został wówczas odznaczony Krzyżem Kawalerskim Orderu Virtuti Militari.
Uczestnik wojny polsko-rosyjskiej 1792, insurekcji kościuszkowskiej 1794. Był członkiem sprzysiężenia powstańczego, przygotowującego wybuch powstania kościuszkowskiego. Został ciężko ranny podczas obrony Warszawy. Awansowany 27 maja 1794 do stopnia podpułkownika, a 1 września przez Tadeusza Kościuszkę na stopień pułkownika, za zdobycie baterii otrzymał od Kościuszki obrączkę nr 49 z napisem "Ojczyzna swemu Obrońcy" oraz złoty zegarek. Po upadku powstania zamieszkał u ojca w Wyszkach i zajął się działalnością konspiracyjną w Wielkopolsce. Po aresztowaniu spiskowców w kwietniu 1796 zniszczył kompromitujące papiery, znalazł się też na sporządzonej przez pruskie władze liście osób podejrzanych o udział w pracach niepodległościowych. Był jednym z założycieli i głównych działaczy Towarzystwa Republikanów Polskich (1798). Pracował nad stworzeniem szlaków komunikacyjnych z zagranicą i nad pozyskaniem emisariuszy, jak wynika z listu z 5 sierpnia 1799, część prac chciał przekazać innym, był już wówczas ciężko chory. Zmarł w Kaliszu, został pochowany w kościele Bernardynów.